# San Juan del Paraná
San Juan del Paraná é uma cidade do Paraguai, Departamento Itapúa.

## Transporte
O município de San Juan del Paraná é servido pelas seguintes rodovias:
- Ruta 01, que liga a cidade de Assunção ao município de Encarnación.[1][2][3]